# Typhlodromus orissaensis
Typhlodromus orissaensis är en spindeldjursart som beskrevs av Gupta 1977. Typhlodromus orissaensis ingår i släktet Typhlodromus och familjen Phytoseiidae. Inga underarter finns listade i Catalogue of Life.